# L'Yerres, pluie
L'Yerres, pluie est un tableau de Gustave Caillebotte réalisé en 1875. Il est conservé au musée d'art de l'université de l'Indiana à Bloomington. La toile a été réalisée dans la propriété Caillebotte.